# Эррерос, Мануэль
Мануэль Эррерос Касас (исп. Manuel Herreros Casas; род. 20 апреля 1963 года, Вильярробледо, Испания) — испанский мотогонщик. Последний чемпион мира по шоссейно-кольцевым мотогонкам MotoGP в классе 80cc (1989). Чемпион Испании в этом же классе (1987).

## Биография
За свою карьеру принял участие в 62 гонках чемпионата мира MotoGP в период 1984-1991 годов. В 1989 году выиграл последний чемпионат мира в классе 80cc, не получив в течение сезона ни одной победы. Тот сезон стал первым сезоном доминирования испанских гонщиков в младших классах чемпионата, поскольку в 125cc первенствовал Алекс Кривиль, а в 250cc — Сито Понс.
Всего за карьеру одержал две победы на этапах серии Гран-При, обе в классе 80cc: на Гран-При Западной Германии в сезоне 1986 года и в Сан Марино в 1987 году. Единственный подиум в классе 125cc выиграл в сезоне 1988 года, на Гран-При Наций.